# 太虚

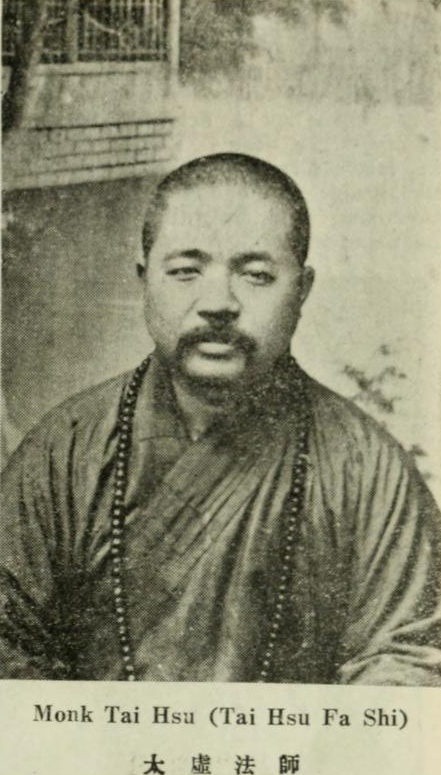
太虚
Who's Who in China Suppl. to 4th ed. (1933)

太虚（たいきょ、光緒15年12月18日（1890年1月8日） - 1947年3月17日）は、中国で中華民国時期を中心に活躍した僧である。釈太虚とも呼ばれる。

## 事跡
南京の毘盧寺の僧である。
1912年（民国元年）、師である天童寺の敬安が、湖広総督の張之洞らを中心とした「中体西用」思想に基づいた廟産興学運動により各地の仏教寺院を没収し学校教育のための施設や費用に充てるという施策の進行に反対し、憤死した。これに発奮した太虚は、仏教界の革新・粛正を企図して『覚社叢書』を発刊、自身の『整理僧伽制度論』を収載した。
また、武昌仏学院を設立して人材育成のための青年僧教育機関の経営に乗り出した。そこからは、印順らの優秀な後継者が出た。
更に、世界の仏教徒の協力の必要性を説き、世界仏教連合会を組織、月刊『海潮音』を創刊した。

## 著書・年譜
- 『太虚大師全書』
- 『太虚大師年譜』